# Ala Addin Mahdi
Ala Abdullah Addin Mahdi (1º gennaio 1996) è un calciatore yemenita, difensore dell'Al-Oruba e della nazionale yemenita.

## Carriera

### Club
Ha giocato nel campionato yemenita e omanita.

### Nazionale
Ha esordito in nazionale nel 2015 e preso parte alla Coppa d'Asia 2019.